# Wahlkreis Kaiserslautern I
Der Wahlkreis Kaiserslautern I (Wahlkreis 44, bis zur Landtagswahl 2016 noch Wahlkreis 43) ist ein Landtagswahlkreis in Kaiserslautern in Rheinland-Pfalz.
Zur Neubildung der Wahlkreise zur Landtagswahl 1991 ordnete man dem Wahlkreis die Stadtbezirke 01 (Innenstadt Ost), 02 (Innenstadt Südwest), 03 (Innenstadt West/Kotten), 04 (Innenstadt Nord/Kaiserberg), 05 (Grübentälchen/Volkspark), 08 (Bännjerrück/Karl-Pfaff-Siedlung), 09 (Kaiserslautern-West), 10 (Erzhütten/Wiesenthalerhof) und 16 (Hohenecken) zu. Obgleich die Stadtbezirke in der Kernstadt (01 bis 10) mittlerweile aufgelöst wurden, blieb diese Einteilung auch zur Landtagswahl 2011 bestehen.

## Wahl 2021
Bei der Landtagswahl 2021 vom 14. März 2021 entfielen im Wahlkreis auf die einzelnen Wahlvorschläge:
| Direktkandidaten      | Partei           | Wahlkreisstimmen in % | Landesstimmen in % |
| --------------------- | ---------------- | --------------------- | ------------------ |
| Andreas Rahm          | SPD              | 34,8                  | 34,3               |
| Manfred Schulz        | CDU              | 21,7                  | 20,3               |
| Kai Uwe Dettmar       | AfD              | 11,0                  | 11,3               |
| Brigitta Röthig-Wentz | FDP              | 4,6                   | 5,3                |
| Paul Bunjes           | Grüne            | 15,3                  | 12,0               |
| Lena Edel             | Die Linke        | 5,2                   | 3,9                |
| Dominik Stihler       | Freie Wähler     | 7,4                   | 4,5                |
| –                     | Piraten          | –                     | 1,0                |
| –                     | ÖDP              | –                     | 0,7                |
| –                     | Klimaliste       | –                     | 1,5                |
| –                     | Die PARTEI       | –                     | 1,6                |
| –                     | Tierschutzpartei | –                     | 1,9                |
| –                     | Volt             | –                     | 1,8                |

## Wahl 2016
Zur Wahl vom 13. März 2016 waren im Wahlkreis folgende Kandidaten zugelassen worden: Den Wahlkreis gewann der SPD-Kandidat Andreas Rahm:
| Direktkandidierende               | Partei       | Wahlkreisstimmen | Landesstimmen |
| --------------------------------- | ------------ | ---------------- | ------------- |
| Andreas Rahm                      | SPD          | 41,5 %           | 38,0 %        |
| Sebastian Rupp                    | CDU          | 24,6 %           | 21,7 %        |
| Simon Sander                      | GRÜNE        | 7,3 %            | 6,5 %         |
| Brigitta Röthig-Wentz             | FDP          | 6,7 %            | 6,0 %         |
| Lena Edel                         | DIE LINKE    | 8,3 %            | 5,2 %         |
| Andreas Jacob                     | Freie Wähler | 11,5 %           | 2,3 %         |
| -                                 | AfD          | -                | 15,7 %        |
| -                                 | Sonstige     | -                | 4,6           |
| Wahlberechtigte: 49.569 Einwohner |              |                  |               |
| Wahlbeteiligung: 58,2 %           |              |                  |               |

## Wahl 2011
Die Ergebnisse der Wahl zum 16. Landtag Rheinland-Pfalz vom 27. März 2011:
| Direktkandidierende     | Partei       | Wahlkreisstimmen | Landesstimmen |
| ----------------------- | ------------ | ---------------- | ------------- |
| Ruth Leppla             | SPD          | 40,6 %           | 39,8 %        |
| Bernd Rosenberger       | CDU          | 26,8 %           | 25,7 %        |
| Dietmar Theißinger      | FDP          | 4,7 %            | 4,3 %         |
| Tobias Wiesemann        | GRÜNE        | 14,7 %           | 16,9 %        |
| Elke Theisinger-Hinkel  | DIE LINKE    | 5,3 %            | 5,3 %         |
| Gerhard Ruff            | NPD          | 2,2 %            | 1,9 %         |
| Manfred Petry           | Freie Wähler | 2,9 %            | 2,2 %         |
| Johannes Merkert        | PIRATEN      | 2,9 %            | 2,7 %         |
| –                       | Sonstige     | –                | 1,1 %         |
| Wahlberechtigte: 50.062 |              |                  |               |
| Wahlbeteiligung: 49,3 % |              |                  |               |

- Direkt gewählt wurde Ruth Leppla (SPD).[5]

## Wahl 2006
Die Ergebnisse der Wahl zum 15. Landtag Rheinland-Pfalz vom 26. März 2006:
| Direktkandidierende               | Partei   | Wahlkreisstimmen | Landesstimmen |
| --------------------------------- | -------- | ---------------- | ------------- |
| Ruth Leppla                       | SPD      | 46,4 %           | 48,6 %        |
| Volker Seibold                    | CDU      | 28,9 %           | 25,6 %        |
| Werner Kuhn                       | FDP      | 7,6 %            | 7,1 %         |
| Gilda Klein-Kocksch               | GRÜNE    | 6,2 %            | 5,2 %         |
| Manfred Petry                     | FWG      | 5,8 %            | 2,6 %         |
| Norbert Kepp                      | WASG     | 5,2 %            | 5,1 %         |
| –                                 | Sonstige | –                | 5,9 %         |
| Wahlberechtigte: 48.942 Einwohner |          |                  |               |
| Wahlbeteiligung: 47,0 %           |          |                  |               |

- Direkt gewählt wurde Ruth Leppla (SPD).[7]
- Werner Kuhn (FDP) wurde über die Bezirksliste (Listenplatz 2 im Bezirk 4) in den Landtag gewählt.[9]